# Dacia Logan MCV
Der Dacia Logan MCV ist ein zwischen 2006 und 2020 gebauter Kombi der Marke Dacia, der in erster Generation auf der Stufenhecklimousine Logan basierte. Seit 2012 wird das Modell auch von Lada als Lada Largus vermarktet.

## Logan MCV (2006–2013)
Für den Logan MCV (Multiple Convivial Vehicle) nutzte Dacia wie für alle Modelle Renault-Technik. Er wurde für den europäischen Markt vorwiegend in Rumänien hergestellt. Äußerlich setzt sich der in die Länge gestreckte Kombi vor allem von den Hochdachkombis ab.
Er ist mit fünf – wahlweise sieben – Sitzplätzen, zwei Isofix-Kindersitzbefestigungsmöglichkeiten und fünf Türen ausgestattet. Die beiden Flügel der Laderaumtür sind seitlich angeschlagen und verschieden groß. Sie lassen sich nur nacheinander öffnen.
Das Auto war in den Ausstattungsvarianten „Logan“, „Ambiance“ und „Lauréate“ sowie in der Sonderedition „LIVE“ erhältlich. Unter dem Namen Logan Express oder Logan VAN gibt es ihn als Lieferwagen mit 725 kg Zuladung ohne hintere Fenster.

### Motoren
- 1.4 MPI 75 (Super), Schadstoffklasse EURO 5
- 1.6 MPI 85 (Super), Schadstoffklasse EURO 5
- 1.6 MPI LPG 85 (Super / Flüssiggas), Schadstoffklasse EURO 5
- 1.6 16V 105 (Super / Ethanol), Schadstoffklasse EURO 5
- 1.5 dCi 68 (Diesel), Schadstoffklasse EURO 5 (Motorkürzel K9K 792)
- 1.5 dCi 90 (Diesel), Schadstoffklasse EURO 5

### Modellpflege
Im März 2009 wurde der Logan MCV überarbeitet.  Er bekam das gleiche Armaturenbrett wie der Sandero und das serienmäßige Antiblockiersystem wurde um einen Bremsassistenten ergänzt. Der Grundpreis der Basisversion Logan blieb unverändert, die höherwertigen Ausstattungen Ambiance und Lauréate wurden jedoch teurer. Die bisher teuerste Ausstattungslinie namens Prestige entfällt.

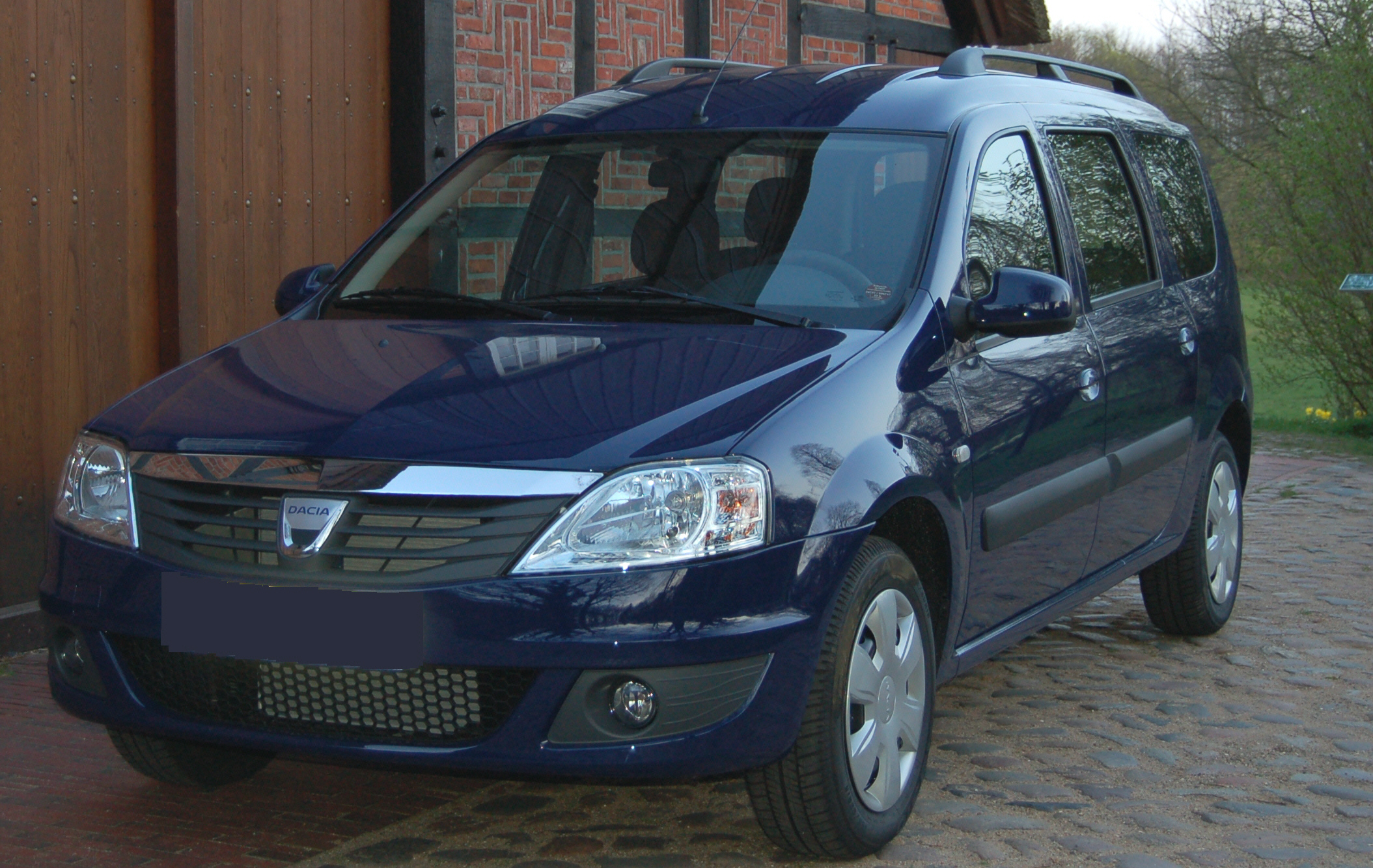
Dacia Logan MCV (2009–2013)
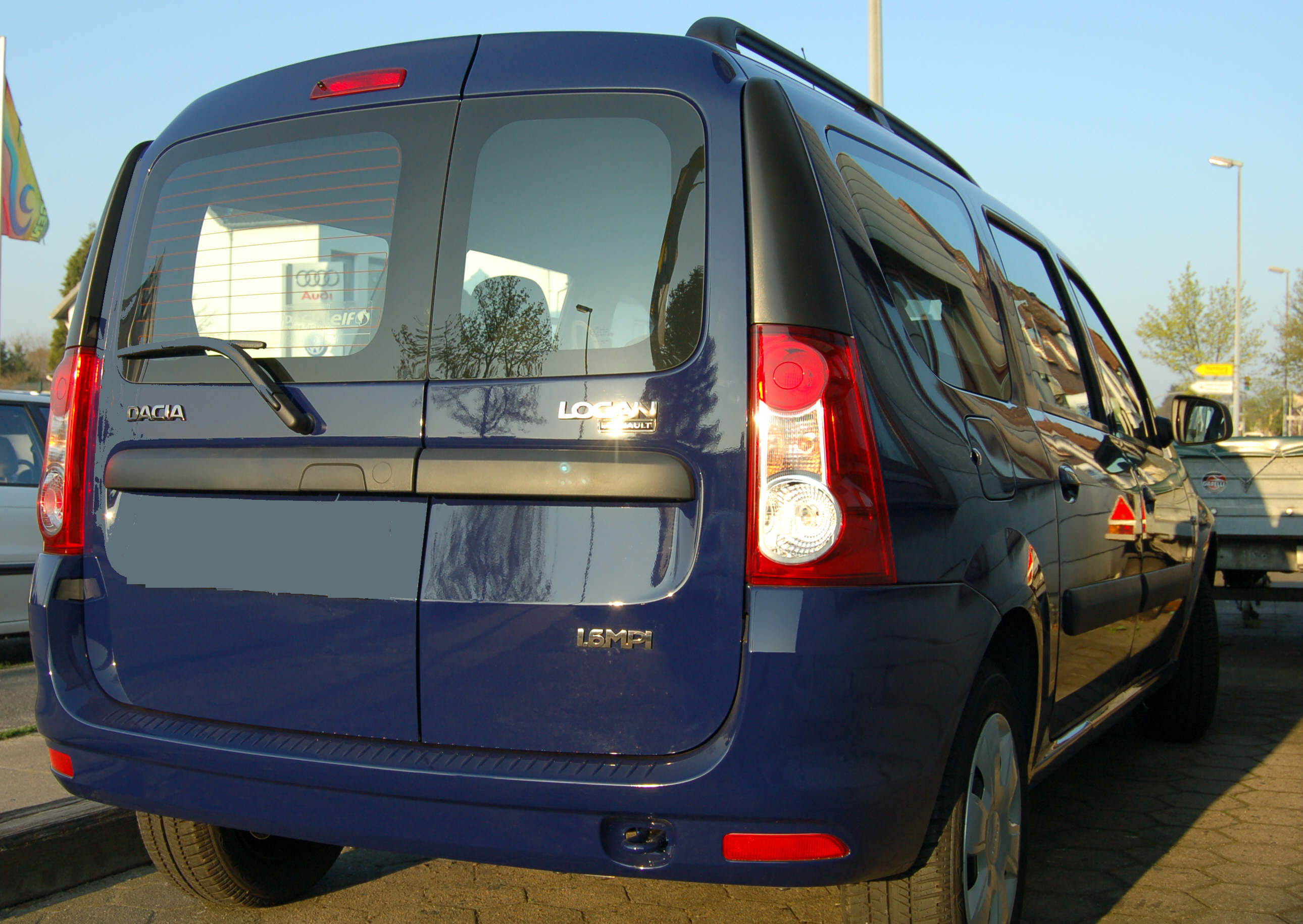
Heck
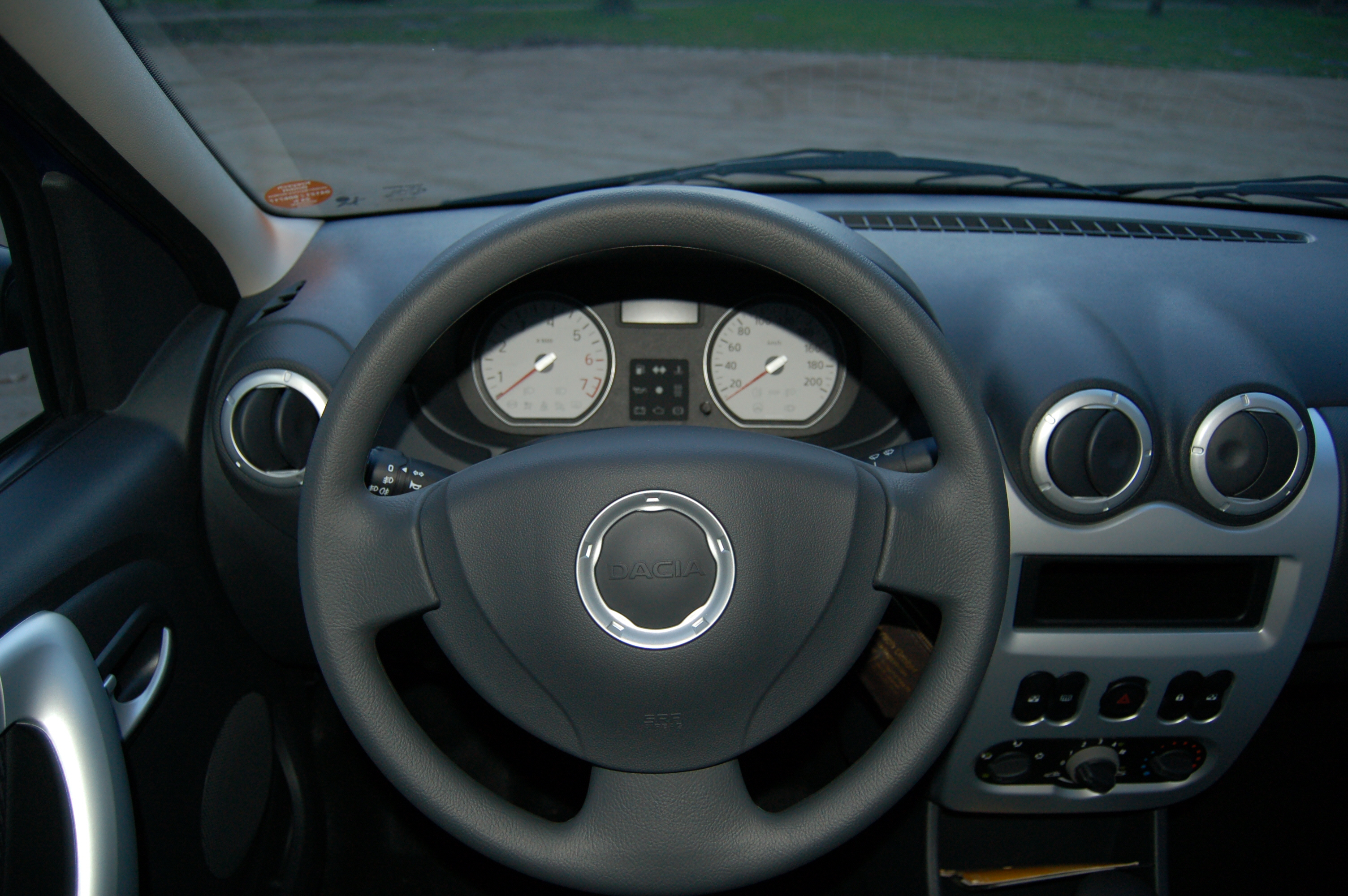
Cockpit
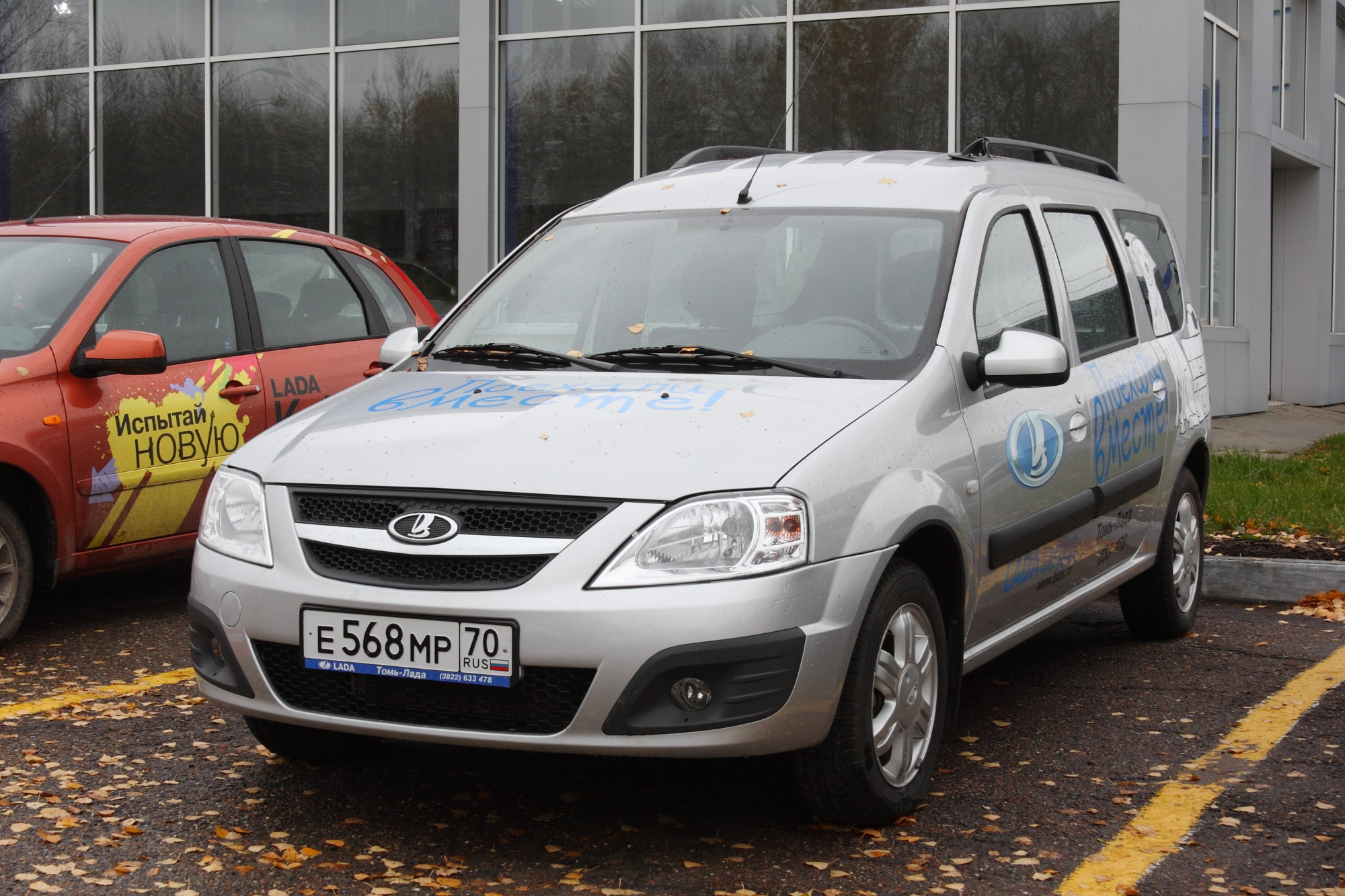
Russisches Pendant: Lada Largus

## Logan MCV (2013–2020)

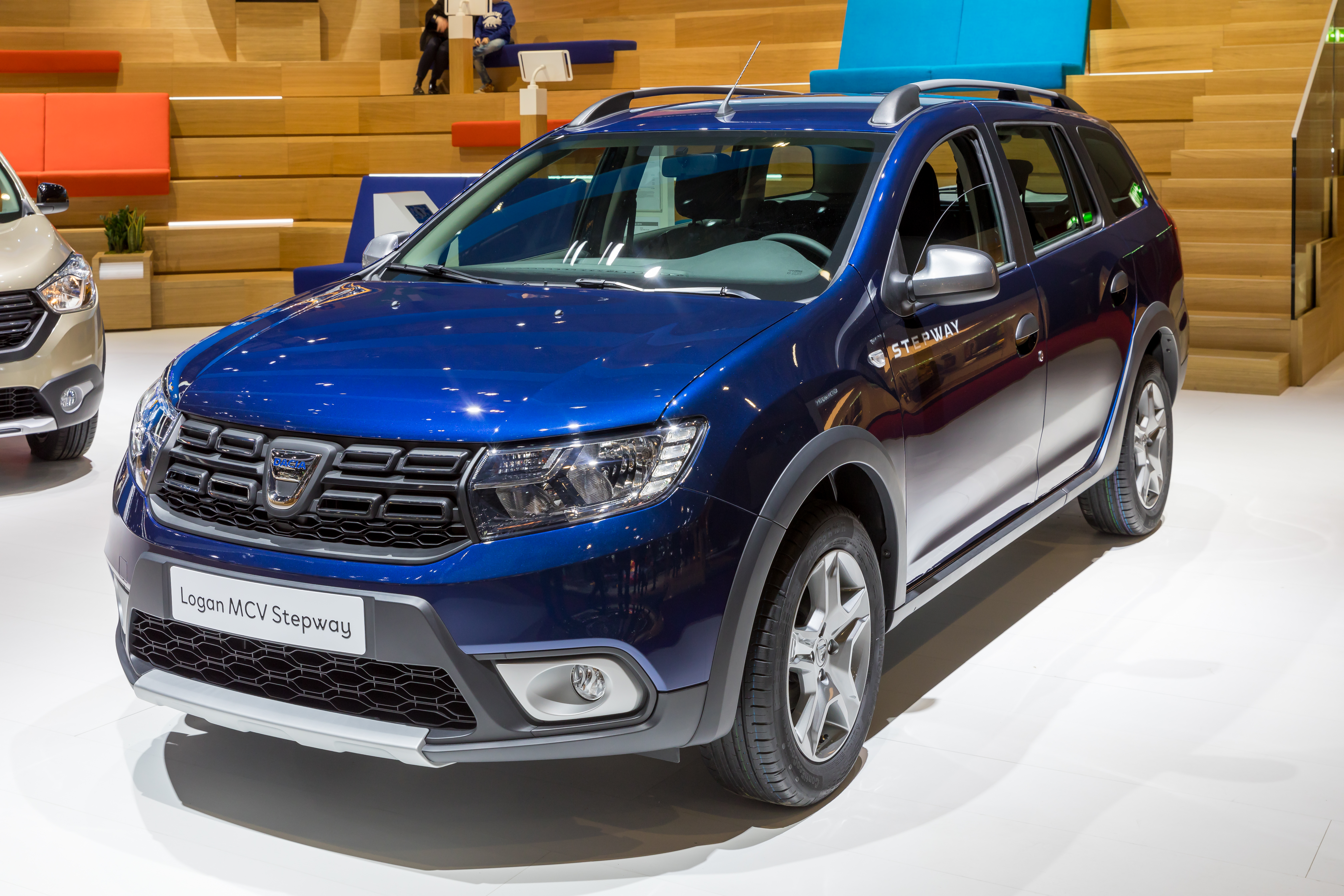
Logan MCV Stepway

| Sterne im Euro NCAP-Crashtest (2014) | 3 Sterne im Euro-NCAP-Crashtest |

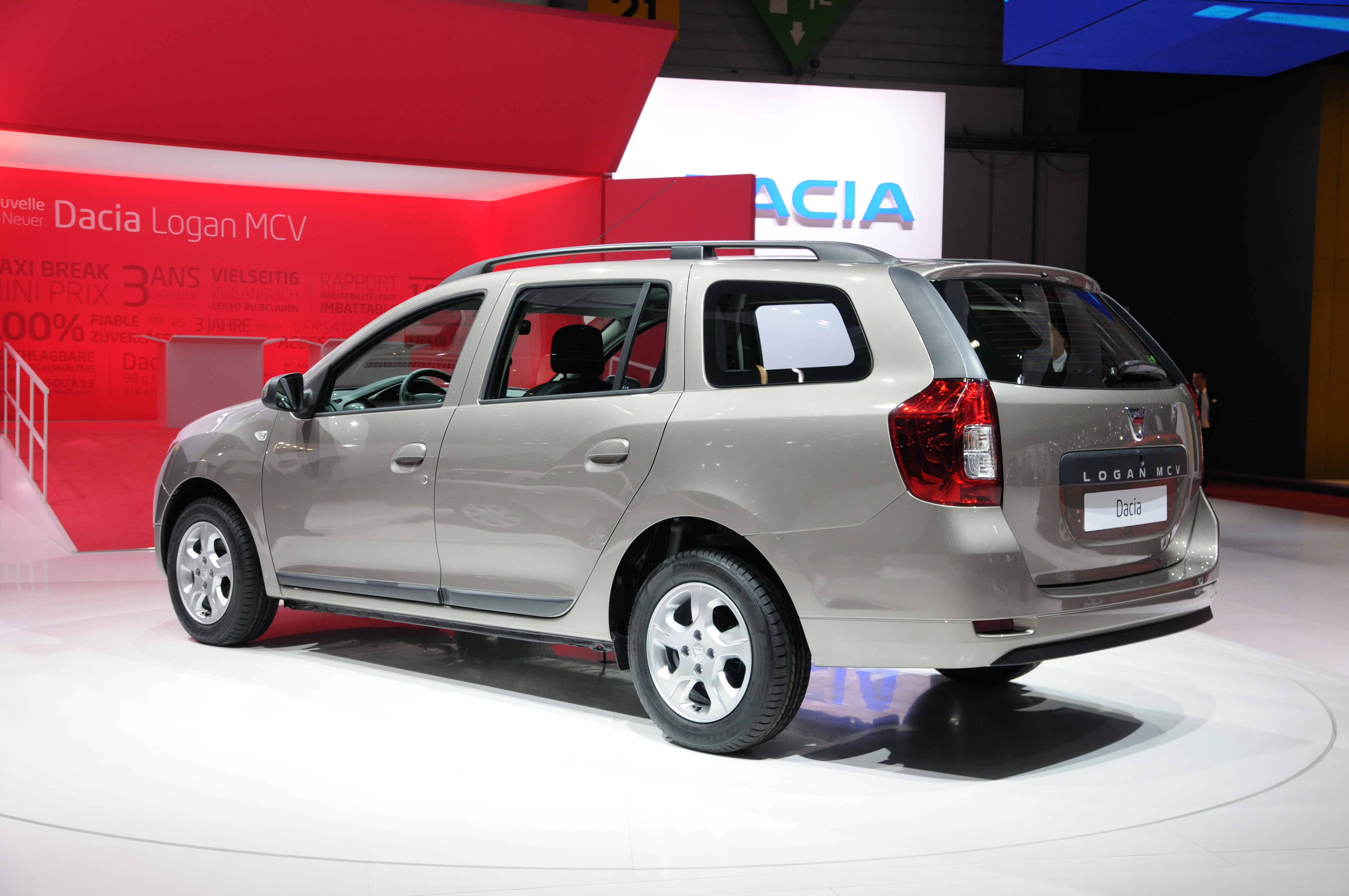
Heckansicht

Ende 2012 wurde der Logan II zusammen mit dem Logan II MCV vorgestellt (MCV steht jetzt für Maximum Capacity Vehicle), der Mitte 2013 auf den Markt kam. Die Form der Karosserie wurde stark überarbeitet. Dadurch fällt der Laderaum deutlich kleiner aus, die Hecktür hat eine oben angeschlagene Klappe statt der zwei seitlich angeschlagenen Türflügel. Die Technik blieb im Wesentlichen gleich: ein vorn quer eingebauter Motor, einzeln aufgehängte Räder, vorn an Querlenkern und MacPherson-Federbeinen, hinten mit einer Verbundlenkerachse. Im Gegensatz zum Logan MCV gibt es den Logan II MCV nicht mehr als 7-Sitzer. Der Laderaum fasst 573–1518 Liter, die Anhängelast (gebremst) beträgt 1150 kg, in den Tank passen 50 Liter.
Die Ottomotoren gibt es auch im Sandero II und Lodgy. Der kleine Dreizylindermotor hat 0,9 Liter Hubraum, Turboaufladung und leistet 66 kW, der 1,2-l-Motor hat vier Zylinder und 55 kW, der Dieselmotor mit Common-Rail-Einspritzung und Turbolader leistet 66 kW. Außerdem hat das Auto serienmäßig eine hydraulische Servolenkung und Fahrdynamikregelung (ESP).
Auf dem Genfer Auto-Salon im März 2017 wurde der Logan MCV StepWay mit einer um 50 mm größeren Bodenfreiheit vorgestellt. Dieser kam im Mai 2017 zu Preisen ab 12.200 Euro in den Handel.

### Motoren
- 1.2 16V 75 (Super), Schadstoffklasse EURO 5
- 1.2 16V LPG 75 (Super / Flüssiggas), Schadstoffklasse EURO 5
- 0.9 TCe 90 (Super), Schadstoffklasse EURO 5 (ab Mitte 2015 EURO 6)
- 1.5 dCi 90 (Diesel), Schadstoffklasse EURO 5
- 1.5 dCi 90 (Diesel) S&S, Schadstoffklasse EURO 6 ab 2016
- 0.9 TCe LPG (Super/Flüssiggas) ab 2016
- 1.0 SCe 75 (Super) seit 2017, Schadstoffklasse EURO 6
- 1.0 TCe 100 (Super/Flüssiggas) ab 2020, Schadstoffklasse EURO 6d-TEMP

### Technische Daten
| Modell (Motor)                  | 1.0 (SCe 75) – ab 2017 | 1.2 (16V 75) – bis 12/2016 | 0.9 (TCe 90)          | 1.0 (TCe 100)         | 1.5 (dCi 90) – bis 07/2018 | 1.5 (dCi 95)          |
| ------------------------------- | ---------------------- | -------------------------- | --------------------- | --------------------- | -------------------------- | --------------------- |
| Motorcode                       | H4D 400                | D4F 732                    | H4Bt 400              |                       | K9K 612                    |                       |
| Zylinderzahl                    | R3-Ottomotor, Sauger   | R4-Ottomotor, Sauger       | R3-Ottomotor, Turbo   | R3-Ottomotor, Turbo   | R4-Dieselmotor, Turbo      | R4-Dieselmotor, Turbo |
| Hubraum (cm³)                   | 999                    | 1149                       | 898                   | 999                   | 1461                       | 1461                  |
| Max. Leistung (kW/PS)           | 54/73 bei 6300         | 55/75 bei 5500             | 66/90 bei 5250        | 74/101 bei 5000       | 66/90 bei 3750             | 70/95 bei 3750        |
| Max. Drehmoment (Nm)            | 95 bei 3500            | 107 bei 4250               | 135 bei 2500          | 160 bei 2750          | 220 bei 1750               | 220 bei 1750          |
| Höchstgeschwindigkeit (km/h)    | 158                    | 162                        | 168–175               | 169–181               | 173                        | 179                   |
| Getriebe (Serienmäßig)          | 5-Gang-Schaltgetriebe  | 5-Gang-Schaltgetriebe      | 5-Gang-Schaltgetriebe | 5-Gang-Schaltgetriebe | 5-Gang-Schaltgetriebe      | 5-Gang-Schaltgetriebe |
| Beschleunigung (0–100 km/h)     | 15,5 s                 | 14,5 s                     | 11,1–12,4 s           | 12,0–12,4 s           | 12,1 s                     | 12,4–12,6 s           |
| Verbrauch kombiniert (l/100 km) | 5,1 l                  | 5,8 l                      | 5,0 l                 | 4,6–5,1 l             | 3,8 l                      | 3,6 l                 |